# Augustin Lang
Augustin Lang (28. srpna 1869 Kreuznach – 30. května 1941 Dětřichov) byl německý římskokatolický duchovní a mučedník.

## Život
Na kněze byl vysvěcen 1. května 1897. Dobrovolně se přihlásil do kněžsky chudé litoměřické diecéze v severních Čechách a působil jako kaplan ve Vsi u Frýdlantu a v Liběšicích. Od roku 1917 byl farářem ve Svébořicích, poté ve Vsi u Frýdlantu a nakonec v Dětřichově u Frýdlantu. Byl konzistorním radou a biskupským notářem.
Jako kritik národních socialistů byl 30. května 1941 v noci přepaden, ubit gumovým obuškem k smrti a vhozen do Olešky. Bylo mu 71 let.

## Vzpomínkové akce
Římskokatolická církev v Německu zařadila Augustina Langa do německého martyrologia 20. století jako mučedníka z období národního socialismu.